# توماس اوینگ
توماس اوینگ (به انگلیسی: Thomas Ewing) سناتور سابق عضو حزب ملی جمهوری‌خواه بود. وی در سال ۱۸۳۱ تا ۱۸۳۷ و ۱۸۵۰ تا ۱۸۵۱ میلادی سناتور ایالت اوهایو در سنای ایالات متحده آمریکا بود. توماس اوینگ اولین وزیر کشور ایالات متحده است.

## خانواده
توماس اوینگ، پس از مرگ ناگهانی دوست و همکارش چارلز روبرت شرمن، سرپرستی پسر او به نام ویلیام شرمن را برعهده گرفت.
در سال ۱۸۵۰ میلادی، ایلن اوینگ، دختر توماس اوینگ، با ژنرال ویلیام شرمن ازدواج کرد.
در طول جنگ داخلی آمریکا، دو پسر توماس اوینگ به نام‌های هیو بویل اوینگ و توماس اوینگ جونیور، به مقام سرلشکری ارتش اتحادیه رسیدند و نقش مهمی در پیروزی‌های شمالی‌ها و پایان‌دادن به جنگ داخلی آمریکا ایفا کردند.